# Callejeros (álbum)
Callejeros es el segundo demo de la banda argentina homónima. A mediados de 1998 Callejeros decide encarar un proyecto de grabación mucho más serio que el primero Solo x hoy del año anterior.

## Historia
De esta forma la banda de Villa Celina se aventuró por primera vez a la grabación en un estudio. Fue en WC Recording Studio en donde grabaron los trece temas, que dieron forma al segundo demo de la banda titulado con el nombre de la misma. En un principio este trabajo había salido a la calle solo en formato de casete, al igual que el anterior trabajo, pero debido a la buena respuesta del público la banda decidió editarlo en formato de CD, totalizando entre ambos formatos más de 600 copias vendidas.[cita requerida]
En este trabajo se puede ver además una notable mejora en cuanto al sonido e instrumentación de la banda. Incluye entre los temas una versión de "One After 909" de The Beatles y hasta una canción con ritmo de reggae, "Armar de nuevo" en la cual participó como invitado Tatú. En total ocho temas nuevos, tres versiones nuevas de temas del anterior demo (en su mayoría compuestos en letra y música por el líder de la banda Pato, Patricio Santos Fontanet) y un cover.
Este demo fue presentado en varios pubs y bares de Capital y Gran Buenos Aires durante 1998 y 1999. En febrero de ese año la banda llegó a Cemento teloneando a Ratones Paranoicos, mientras que dos meses después hacen lo propio pero esta vez en un recital de Viejas Locas en el Microestadio de Gimnasia y Esgrima de ituzaingó ante más de 2.000 personas. El repertorio de estas presentaciones estaba compuesto principalmente por los temas de este demo y del anterior.[cita requerida]

## Lista de temas
1. Pichones
2. Puñales
3. No volvieron más
4. Brillan los fantasmas
5. Armar de nuevo
6. Milonga del rocanrol
7. No somos nadie
8. Ancho de espadas
9. One after 909 (Lennon-McCartney)
10. Lejos del cielo
11. Un monarca
12. La cuadra
13. Brillan los fantasmas (versión lenta)

## Miembros
- Pato - Patricio Santos Fontanet (voz).
- Galgo - Guillermo Le Voci (guitarra eléctrica, acústica y coros).
- Edu Cabeza - Eduardo Vázquez (batería).
- Gustavo - Gustavo Varela (guitarra eléctrica).
- Dios - Christian Eleazar Torrejón (bajo).
- Arte de tapa: Pablo "Crosty" Vega